# Tumbestyrann
Tumbestyrann (Ochthoeca salvini) är en sydamerikansk tätting i familjen tyranner som är endemisk för Peru.

## Utseende
Tumbestyrannen har gult bröst, strupe och huvud med svart hjässa och örontäckare, gröngrå mantel och nacke, svart ving- och stjärtovansida och dubbla vita vingband.

## Utbredning och systematik
Fågeln förekommer i torra områden i nordvästra Peru, från Tumbes till La Libertad. Tumbestyrann placeras traditionellt som enda art i släktet Tumbezia. DNA-studier visar att den dock är en del av bergtyrannerna i Ochthoeca och förs allt oftare dit.

## Hot och status
IUCN kategoriserar arten som nära hotad och utvecklingstrenden är negativ. De största hoten utgörs av habitatförstöring på grund av skogsavverkning, röjning av undervegetation och flodnära buskage för att förse jordbruk med konstbevattning, och kraftig överbetning av getter.

## Namn
Fågelns vetenskapliga namn hedrar den engelske naturforskaren Osbert Salvin (1835-1898).